# Marsaxlokk
Marsaxlokk  és un poble de Malta, situada en una zona sud-est de l'illa. En el cens de 2005 tenia 3222 habitants i una superfície de 4.7 km². Es tracta d'un típic poble de pescadors, amb un port pesquer ple de les embarcacions pròpies de l'illa anomenades luzzu. El seu nom es deu a la composició de Marsa que vol dir port i xlokk que vol dir sud-est, equivalent a la paraula catalana xaloc.
La població fou fundada pels fenicis, però va saltar a la fama quan en la badia d'aquest poble s'hi van rodar escenes de Els canons de Navarone i també s'hi va fer una de les cimeres entre Ronald Reagan i Mikhaïl Gorbatxov. Està al costat del port de Birżebbuġa, important per al trànsit de contenidors i amb una refineria.